# Ramat HaSharon Hammers 2022-2023
Questa voce raccoglie le informazioni riguardanti i Ramat HaSharon Hammers nelle competizioni ufficiali della stagione 2022-2023.

## Israel Football League 2022-2023

### Stagione regolare
| Ramat HaSharon 20 gennaio 2023, ore 9:00 1ª giornata | Ramat HaSharon Hammers | 50 – 20 | Tel Aviv Pioneers | Dudu Dotan |

| Bet Shemesh 11 febbraio 2023, ore 20:00 4ª giornata | Beit Shemesh Rebels | 44 – 38 | Ramat HaSharon Hammers |  |

| Gerusalemme 23 febbraio 2023, ore 20:00 6ª giornata | Jerusalem Lions | 18 – 20 | Ramat HaSharon Hammers | Kraft Sports Campus |

| Ramat HaSharon 10 marzo 2023, ore 9:00 8ª giornata | Ramat HaSharon Hammers | 70 – 0 | Mazkeret Batya Silverbacks | Dudu Dotan |

| Gerusalemme 16 marzo 2023, ore 9:00 9ª giornata | Tel Aviv Pioneers | 14 – 36 | Ramat HaSharon Hammers | Kraft Sports Campus |

| Ramat HaSharon 24 marzo 2023, ore 9:00 10ª giornata | Ramat HaSharon Hammers | 48 – 8 | Petah Tikva Troopers |  |

| Ramat HaSharon 14 aprile 2023, ore 9:00 12ª giornata | Ramat HaSharon Hammers | 50 – 0 | Beer Sheva Spartans |  |

| Yizre'el 21 aprile 2023, ore 10:00 13ª giornata | Carmel Dogs | 43 – 66 | Ramat HaSharon Hammers |  |

### Playoff
| Ramat HaSharon 11 maggio 2023, ore 20:00 Semifinale | Ramat HaSharon Hammers | 54 – 12 | Jerusalem Lions |  |

| Gerusalemme 19 maggio 2023, ore 19:30 XVI Israbowl | Ramat HaSharon Hammers | 36 – 42 | Tel Aviv Pioneers | Kraft Sports Campus |

### Statistiche di squadra
| Competizione      | %Vittorie | In casa | In casa | In casa | In casa | In casa | In casa | In trasferta | In trasferta | In trasferta | In trasferta | In trasferta | In trasferta | Totale | Totale | Totale | Totale | Totale | Totale |
| Competizione      | %Vittorie | G       | V       | N       | P       | Pf      | Ps      | G            | V            | N            | P            | Pf           | Ps           | G      | V      | N      | P      | Pf     | Ps     |
| ----------------- | --------- | ------- | ------- | ------- | ------- | ------- | ------- | ------------ | ------------ | ------------ | ------------ | ------------ | ------------ | ------ | ------ | ------ | ------ | ------ | ------ |
| Stagione regolare | .875      | 4       | 4       | 0       | 0       | 218     | 28      | 4            | 3            | 0            | 1            | 160          | 119          | 8      | 7      | 0      | 1      | 378    | 147    |
| Playoff           | .500      | 2       | 1       | 0       | 1       | 90      | 54      | 0            | 0            | 0            | 0            | 0            | 0            | 2      | 1      | 0      | 1      | 90     | 54     |
| Totale            | .800      | 6       | 5       | 0       | 1       | 308     | 82      | 4            | 3            | 0            | 1            | 160          | 119          | 10     | 8      | 0      | 2      | 468    | 201    |